# Andrachne fruticulosa
Andrachne fruticulosa là một loài thực vật có hoa trong họ Diệp hạ châu. Loài này được Boiss. mô tả khoa học đầu tiên năm 1846.